# 卡明頓 (麻薩諸塞州)
卡明頓（英語：Cummington）是一個位於美國麻薩諸塞州漢普夏縣的鎮。

## 人口
根據2020年美國人口普查的數據，卡明頓的面積為59.70平方千米，當中陸地面積為59.40平方千米，而水域面積為0.30平方千米。當地共有人口829人，而人口密度為每平方千米14人。